# No One Can Like the Drummer Man
No One Can Like the Drummer Man je debitantski studijski album slovenske rock skupine Res Nullius, izdan leta 1993 pri založbi Stiskarna Records. Album so glasbeni kritiki zelo dobro ocenili in velja za enega najboljših albumov 90-ih let na področju bivše Jugoslavije.

## Seznam pesmi
Vse pesmi je napisala skupina Res Nullius.
1. »Bebop!« – 4:40
2. »Money's Talking« – 4:20
3. »Iggy Part 1« – 2:35
4. »Pinochio« – 3:16
5. »Iggy Part 2« – 2:47
6. »Paraliza« – 2:55
7. »Mama« – 2:16
8. »Zadnji val« – 3:26
9. »Ona in mi« – 2:33
10. »Daddy Killed My Fetish« – 3:09
11. »Optic Deformation« – 3:10
12. »Miki« – 6:17
13. »Ultraslovan« (bonus pesem) – 7:03

## Zasedba

### Res Nullius
- Zoran Benčič — vokal
- Boštjan Senegačnik — kitara
- David Zagajšek — bas kitara
- Davorin Štorgelj — bobni

### Ostali
- Ljubiša Savović — oblikovanje ovitka
- Diego Andres Gomez — fotografiranje